# Pitta elegans
El pita elegante (Pitta elegans) es una especie de ave paseriforme de la familia Pittidae endémica de las islas menores de la Sonda y Molucas.

## Distribución y hábitat
Se extiende por las islas menores de la Sonda, desde Nusa Penida y Lombok, y las islas Molucas centrales y meridionales hasta las islas Tanimbar y Kai. Su hábitat natural son los bosques húmedos tropicales de tierras bajas.

## Taxonomía
Fue descrito científicamente en 1836 por el zoólogo holandés Coenraad Jacob Temminck.
Se reconocen seis subespecies de pita elegante:
- P. e. virginalis - se encuentra en las islas de Tanah Jampea, Kalaotoa y Kalao;
- P. e. vigorsii - ocupa las islas Kai y Tanimbar;
- P. e. hutzi - endémica de Nusa Penida (al sureste de Bali);
- P. e. concinna - se extiende por las islas de Lombok, Sumbawa, Flores, Adonara, Lomblen y Alor;
- P. e. maria - solo se encuentra en la isla de Sumba;
- P. e. elegans - presente en las Molucas centrales, Islas Sangihe e islas Sula.

La subespecie P. e. vigorsii anteriormente se consideraba una especie separada.